# Caladium steyermarkii
Caladium steyermarkii är en kallaväxtart som beskrevs av George Sydney Bunting. Caladium steyermarkii ingår i släktet Caladium och familjen kallaväxter. Inga underarter finns listade.